# Farid Hasanov
Farid Hasanov (Azerbeidzjaans: Fərid Həsənov) (Bakoe, 9 april 1992) is een Azerbeidzjaans zanger.

## Biografie
Hasanov volgde gedurende zijn lagereschoolopleiding al zanglessen. Hij zat nog op de middelbare school toen hij deelnam aan het Azerbeidzjanse "New Stars Songfestival" en er finalist werd. Hierna zong hij in een band die verschillende concerten in Europa gaf. In 2011 begon hij een solocarrière.
Hasanov vertegenwoordigde in december 2013 Azerbeidzjan op het eerste Türkvizyonsongfestival. Hij won met het liedje "Yaşa". Hierdoor werd hij de eerste winnaar voor Azerbeidzjan op het festival. In 2011 deed hij mee aan de Azerbeidzjaanse preselectie voor het Eurovisiesongfestival. Ook in 2013 deed hij mee aan Milli Seçim Turu, de Azerbeidzjaanse preselectie voor het Eurovisiesongfestival 2013. Hij viel echter al af in de voorronde.
2013: Farid Hasanov · 
2014: Elvin Ordubadlı · 
2015: Mehman Tagiyev ·
2020: Aydan İlxaszade
2013: Farid Hasanov · 
2014: Janar Duğalova ·
2015: Jiidesh İdirisova ·
2020: Natalia Papazoglu